# Georges Gaudy

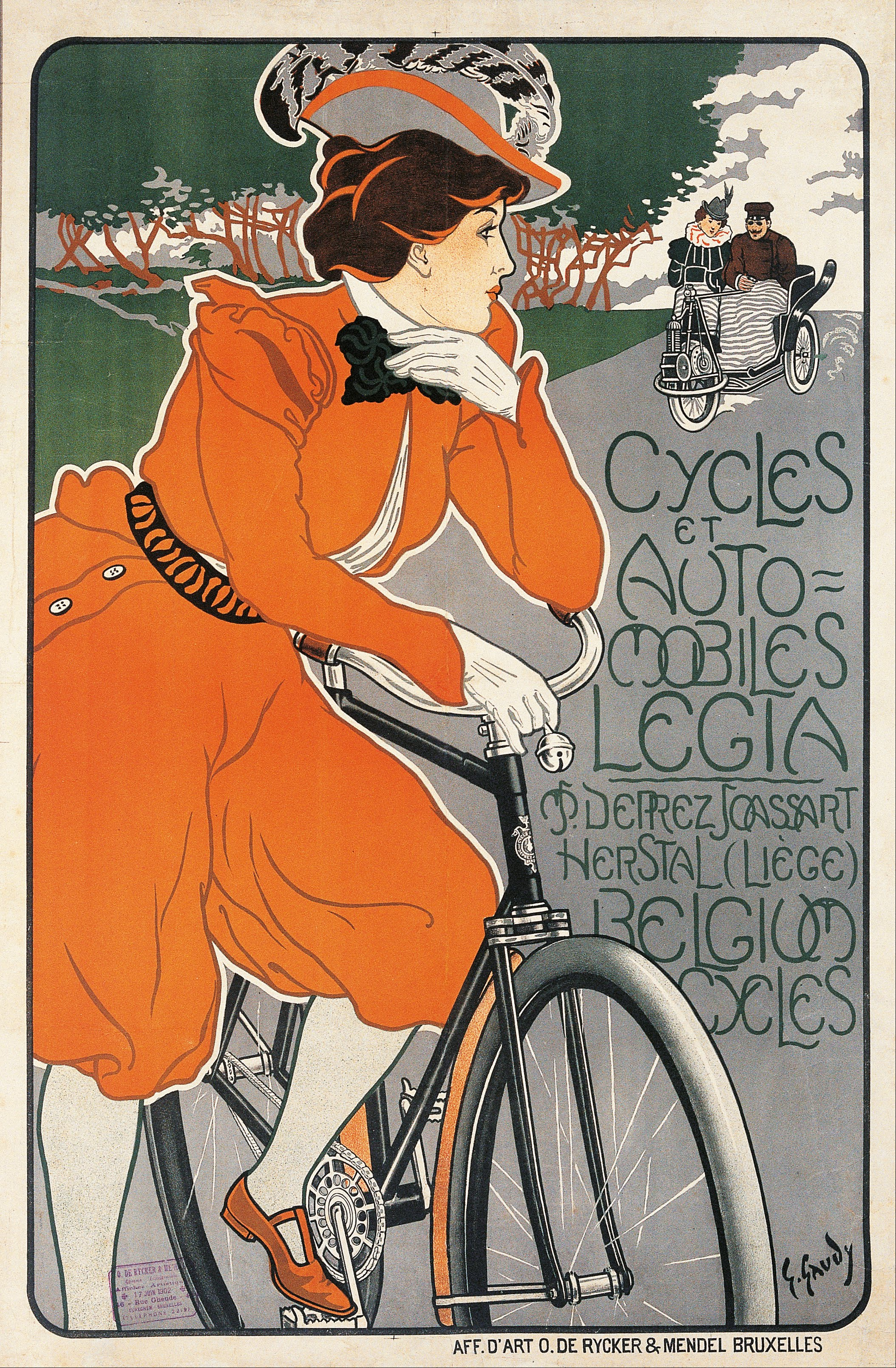
Georges Gaudy, Cycles et Automobiles Legia, conservat al MNAC.

Georges Gaudy (1872-1940) va ser un artista belga, pintor i cartellista conegut sobretots pels seus cartells. També va exercir com a ciclista professional, guanyant diversos premis.
Un dels primers encàrrecs de renom que va rebre Gaudy fou un cartell pel Velòdrom de Brussel·les. Moltes de les seves obres gràfiques estan relacionades amb els bicicletes o amb el món dels fabricants d'automòbils. Un altre cartell famós seu és una obra que va fer per a la casa Jenatzy (Pneus Jenatzy), a partir de 1906, amb la imatge d'un cotxe esportiu a tota velocitat. Va arribar tard a la pintura. Va pintar paisatges i figures, fins que després es va inclinar cap al luminisme.
Gaudy va ser membre de la Société des Aquafortistes Belges i del Cercle Artistique et Littéraire de Bruxelles. Va viure entre Brussel·les i Linkebeek.
Al Museu Nacional d'Art de Catalunya es conserva obra seva, provinent de la col·lecció Plandiura el 1903.